# Elatine californica
Elatine californica är en slamkrypeväxtart som beskrevs av Asa Gray. Elatine californica ingår i släktet slamkrypor, och familjen slamkrypeväxter. Inga underarter finns listade i Catalogue of Life.